# Chevilly (Loiret)
Chevilly ist eine französische Gemeinde mit 2653 Einwohnern (Stand 1. Januar 2022) im Département Loiret in der Region Centre-Val de Loire. Sie gehört zum Kanton Meung-sur-Loire.

## Geographie
Die Gemeinde Chevilly liegt in der Beauce, am Rande des Waldes von Orléans, 14 Kilometer nördlich der Innenstadt von Orléans. Sie ist land- und forstwirtschaftlich geprägt, liegt an der Route nationale 20 und nahe der 1978 stillgelegten Teststrecke des Aérotrain. In Chevilly zweigt die Autoroute A19 von der Autoroute A10 ab.

## Geschichte
Anstelle des Ortes befand sich seit 1186 die Burg Andeglou. Daher trug der Ort bis ins 19. Jahrhundert hinein in Quellen oft auch diesen Namen. Der heutige Name geht auf eine gallisch-römische Siedlung namens Seviliacum zurück, die in unmittelbarer Umgebung von Chevilly lag.
Im Deutsch-Französischen Krieg 1870 wurde die Burg von Chevilly von Bayern besetzt und zu deren Quartier.
Zwischen 1969 und 1978 wurden auf der Aérotrain-Trasse unter Führung von Jean Bertin Testfahrten des besonderen Vehikels durchgeführt. Der Luftkissenzug etablierte sich, u. a. bedingt durch technische und wirtschaftliche Hürden, jedoch nie, sodass die Tests eingestellt wurden.

### Bevölkerungsentwicklung
| Jahr                       | 1962 | 1968 | 1975 | 1982 | 1990 | 1999 | 2006 | 2012 | 2022 |
| Einwohner                  | 1325 | 1456 | 2073 | 2626 | 2485 | 2382 | 2406 | 2647 | 2653 |
| Quellen: Cassini und INSEE |      |      |      |      |      |      |      |      |      |

## Sehenswürdigkeiten
- Teststrecke des Aérotrain
- Burg Andeglou
- Schloss Chevilly mit Schlosspark
- Schloss Cossolle

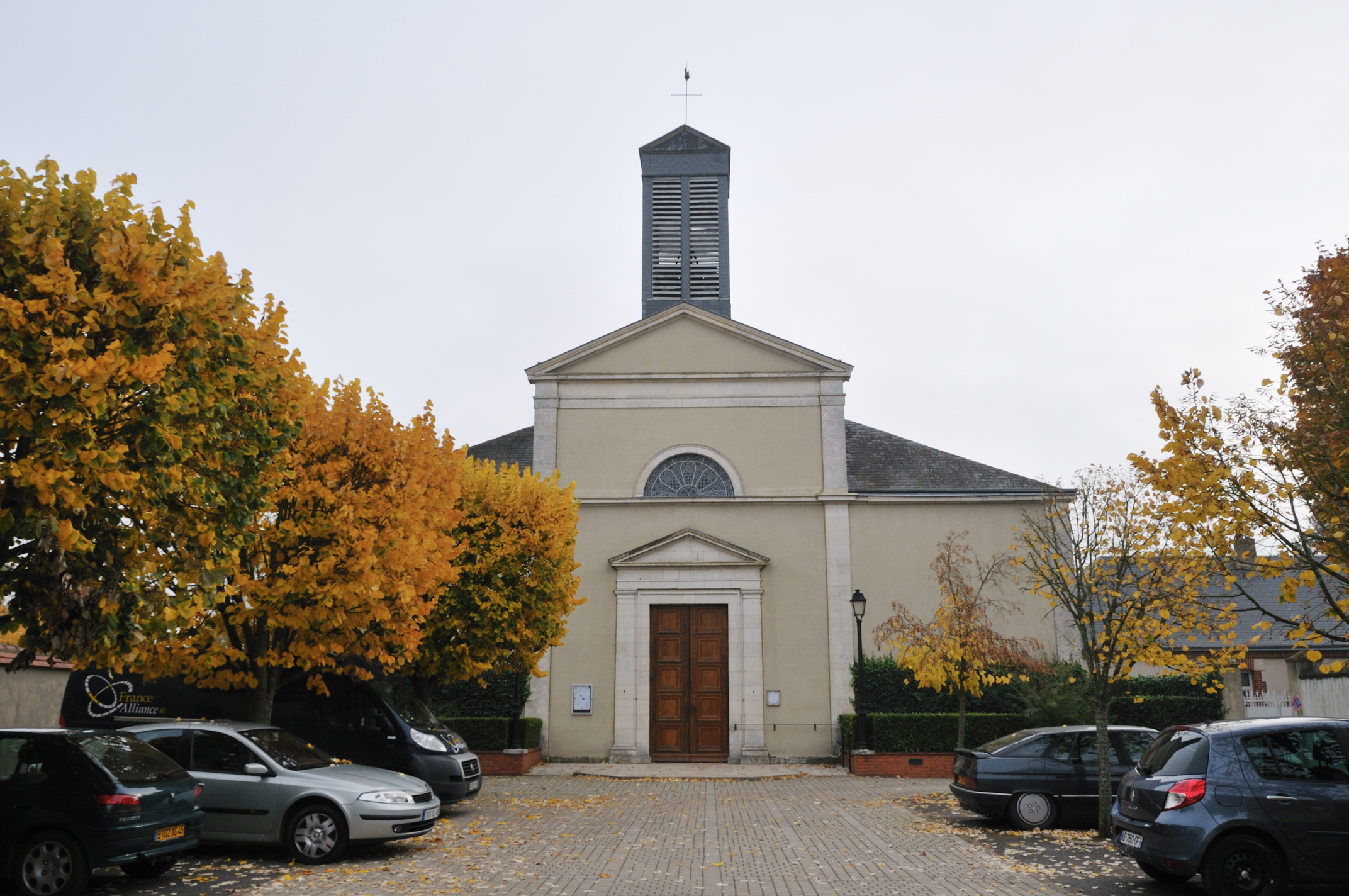
Kirche Saint-Germain
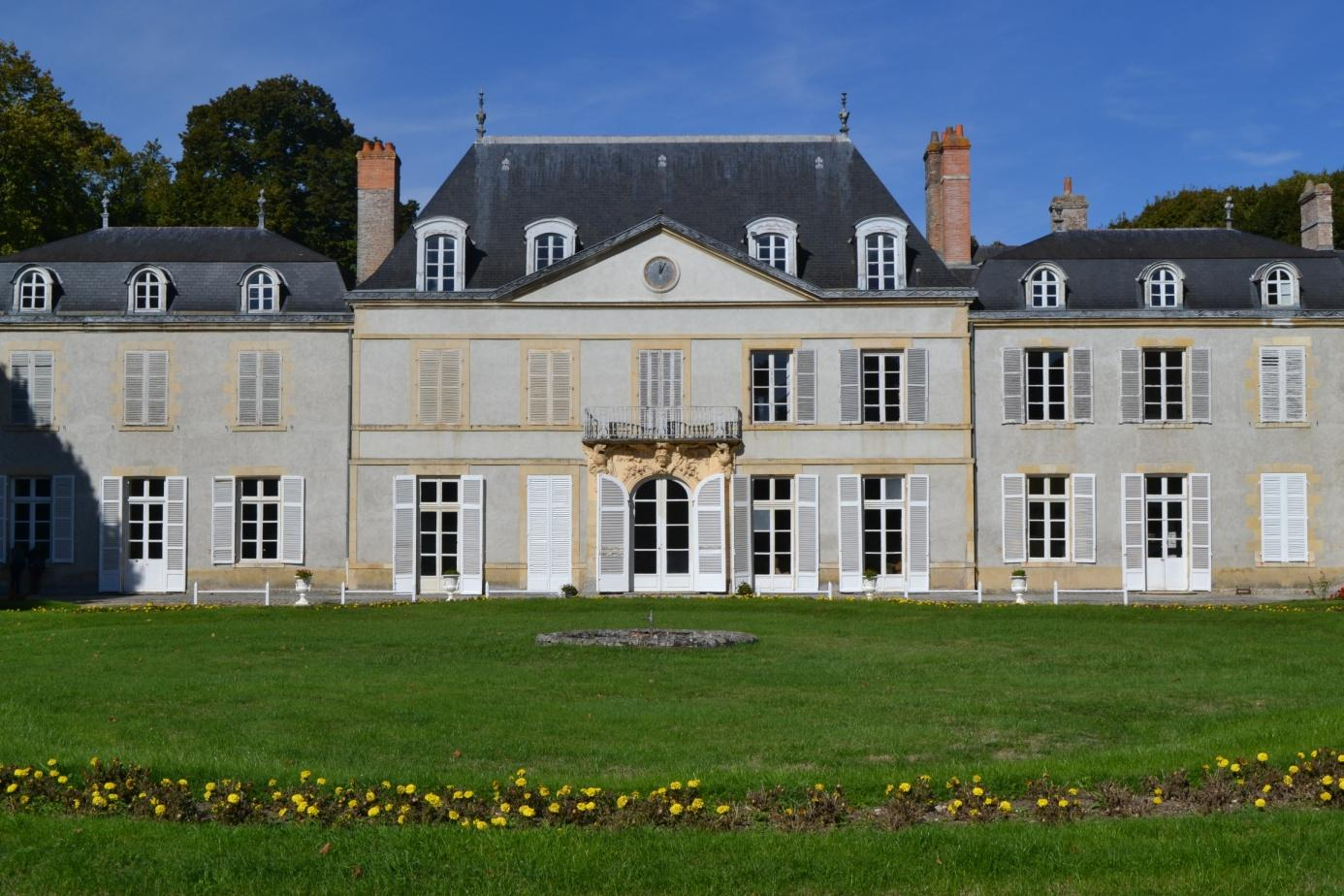
Schloss Chevilly
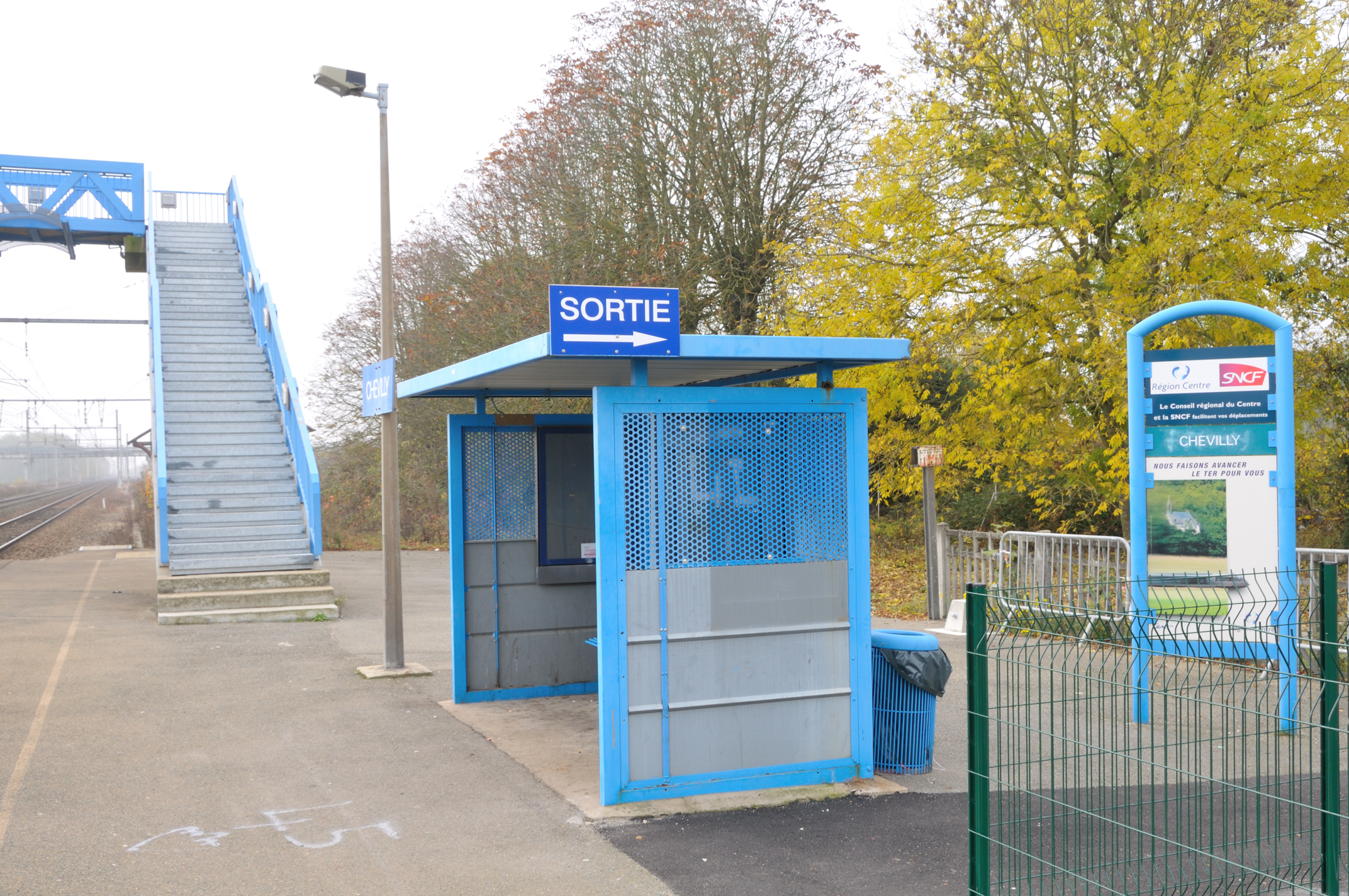
Bahnhalt Chevilly
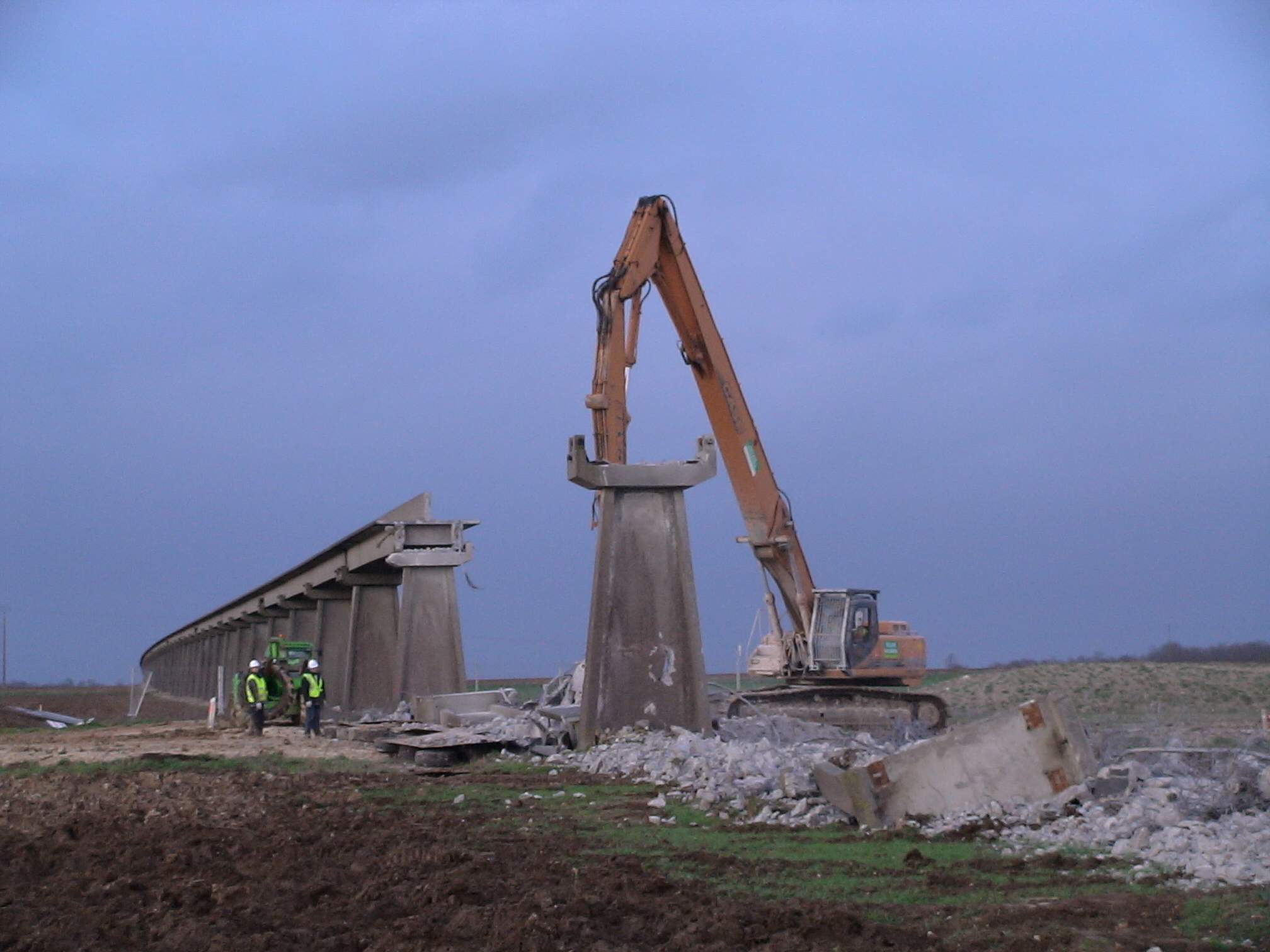
Abriss eines Teilstückes der Aerotrain-Brücken 2007

- Eisenzeitsiedlung Pièce de Charmeul
- Wasserturm

- Kirche Saint-Germain
- Schloss Chevilly
- Bahnhalt Chevilly
- Abriss eines Teilstückes der Aerotrain-Brücken 2007

## Partnerschaft
Chevilly unterhält eine Partnerschaft mit Curry Rivel in der englischen Grafschaft Somerset.